# لارا ستراکیان
لارا ستراکیان (ارمنی: Լարա Սեդրակյան; انگلیسی: Lara Setrakian) یک روزنامه‌نگار ارمنی-آمریکایی است با تمرکز بر اقتصاد سیاسی منطقه خاورمیانه. وی در بلومبرگ تلویژن و ای‌بی‌سی نیوز به عنوان روزنامه‌نگار و تحلیلگر سیاسی، فعالیت می‌کند. ستراکیان از دانشگاه هاروارد فارغ‌التحصیل شده است.
وی با آنری آرسالانیان وکیل مدافع ارمنی-کانادایی ازدواج نموده است.